# Trabuquete (red)
Se llama trabuquete a un tipo de red de pesca que no es sino una Traíña pequeña, según su figura y todas sus dimensiones. En algunas partes la dan el nombre de Manjarda y Tenderete entre otros. 
No hay regla precisa en cuanto a sus dimensiones, pues según los pueblos o puertos, consta de sesenta, hasta ochenta y más brazas. 
Se cala quando se descubre majal de sardina, a cuyo efecto los pescadores emplean dos lanchas y con ellas procuran rodearla con toda presteza e inmediatamente cobran el lance desde las mismas embarcaciones.
Este tipo de red siempre se ha considerado como perjudicial en la pesca de sardina porque la espanta y ahuyenta de las inmediaciones de las costas. 